# Бунеев, Борис Алексеевич
Бори́с Алексе́евич Буне́ев (11 августа 1921, Москва — 29 августа 2015, деревня Каменка Фировского района Тверской области) — советский режиссёр кино и дубляжа, сценарист. Заслуженный деятель искусств РСФСР (1973). Лауреат Всесоюзного кинофестиваля 1975 года за фильм «Последняя встреча». Член КПСС с 1968 года.

## Биография
В 1944 году окончил режиссёрский факультет ВГИКа (мастерская С. Эйзенштейна). С 1944 по 1949 гг. — режиссёр киностудии «Мосфильм», затем на киностудии детских и юношеских фильмов им. М.Горького.
Скончался 29 августа 2015 года в деревне Каменка Фировского района Тверской области. Похоронен в Москве на Пятницком кладбище.

## Фильмография
Режиссёр
- 1949 — Путь славы[5]
- 1951 — В степи[6]
- 1953 — Таинственная находка
- 1956 — За власть Советов[7]
- 1958 — Человек с планеты Земля
- 1961 — Десять тысяч мальчиков
- 1962 — Конец света
- 1966 — Просто девочка
- 1969 — Старый дом
- 1970 — Хуторок в степи[7]
- 1974 — Последняя встреча
- 1976 — Деревня Утка
- 1978 — Злой дух Ямбуя[8]
- 1980 — Серебряные озёра
- 1984 — Костёр в белой ночи
- 1987 — Сильнее всех иных велений

Сценарист
- 1966 — Просто девочка
- 1978 — Злой дух Ямбуя

Режиссёр дубляжа
- 1982 — Ас из асов
- 1987 — Сердце Ангела
- 1990 — Месть
- 1993 — Миссис Даутфайр